# Charles Gérard

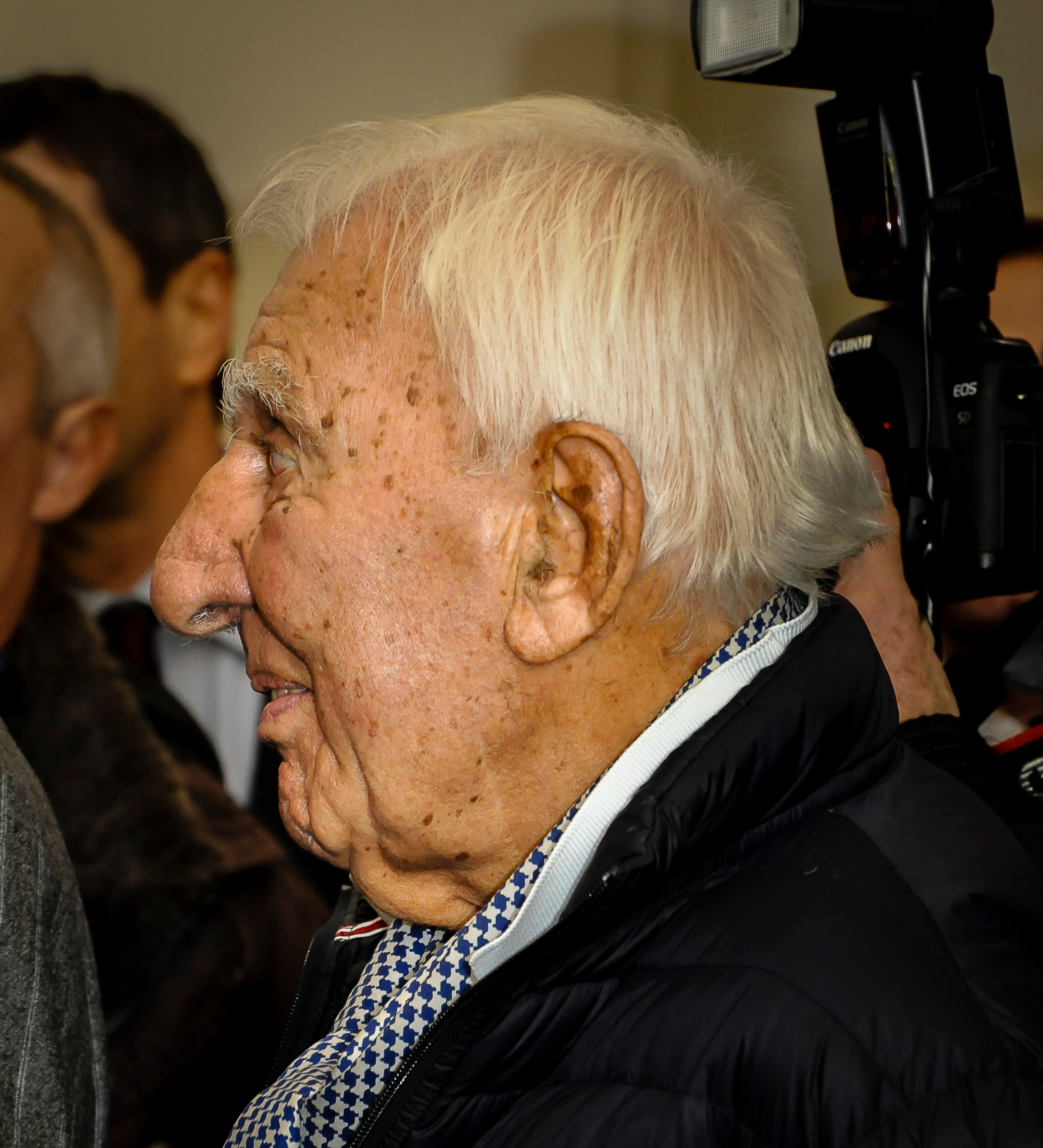
Charles Gérard (2016)

Charles Gérard (* 1. Dezember 1922 in Istanbul, Türkei; eigentlich Charles Atchémian; † 19. September 2019) war ein französischer Filmschauspieler und Regisseur armenischer Herkunft.

## Leben
Charles Gérard wurde 1922 in Istanbul als Sohn einer armenischen Familie geboren. Ab 1970 trat er in vielen Filmen des Regisseurs Claude Lelouch auf, dabei häufig unter dem Namen Charles oder Charlot.
Gérard war in den 1950 und 1960er Jahren auch als Drehbuchautor tätig. Als Regisseur inszenierte er von 1954 bis zuletzt 1979 mehrere Kurzdokumentationen und sechs Spielfilme. Außerdem war er an Dokumentarserien beteiligt.

## Filmografie (Auswahl)

### Als Schauspieler
- 1946: Zur roten Laterne (Macadam)
- 1947: Monsieur Vincent
- 1957: Der sechste Mann (Tous peuvent me tuer)
- 1970: Voyou oder Ein Strolch in Paris (Le voyou)
- 1971: Smic, Smac, Smoc – Die Drei vom Trockendock (Smic, smac, smoc)
- 1971: Das passiert immer nur den anderen (Ça n’arrive qu’aux autres)
- 1971: Die Entführer lassen grüßen (L’aventure c’est l’aventure)
- 1973: Le Far-West
- 1973: Ein glückliches Jahr (La bonne année)
- 1974: Ein Leben lang (Toute une vie)
- 1974: Die Ohrfeige (La gifle)
- 1974: Eine Ehe (Mariage)
- 1975: Der Unverbesserliche (L’incorrigible)
- 1976: Der Körper meines Feindes (Le corps de mon ennemi)
- 1976: Das Spielzeug (Le jouet)
- 1977: Ein irrer Typ (L’animal)
- 1978: Die heiße Maus (Les bidasses au pensionnat)
- 1978: Les ringards
- 1979: Der Windhund (Flic ou voyou)
- 1979: Wer die Zügel hält (Le mors aux dents)
- 1979: Vier auf vollen Touren (Les Charlots en délire)
- 1980: C’est encore loin l’Amérique?
- 1980: Der Puppenspieler (Le guignolo)
- 1981: Ein jeglicher wird seinen Lohn empfangen … (Les uns et les autres)
- 1981: Pétrole! Pétrole!
- 1982: Qu’est-ce qui fait courir David?
- 1982: Les diplômés du dernier rang
- 1982: Edith und Marcel (Edith et Marcel)
- 1984: Les ferrailleurs des lilas (Fernsehserie)
- 1984: Weggehen und wiederkommen (Partir revenir)
- 1984: Viva la vie – Es lebe das Leben (Viva la vie)
- 1984: La smala
- 1986: Ein Mann und eine Frau – 20 Jahre später (Un homme et une femme: 20 ans déjà)
- 1986: Kamikaze
- 1987: Die Zeit des Verbrechens (Attention bandits!)
- 1987: Scheidung auf französisch (Club de rencontres)
- 1989: So sind die Tage und der Mond (Il y a des jours … et des lunes)
- 1990: Kommissar Moulin (Commissaire Moulin, Fernsehserie, eine Folge)
- 1992: Die schönste Geschichte der Welt (La belle histoire)
- 1993: Alles für die Liebe (Tout ça … pour ça !)
- 1993: Kommissar Navarro (Navarro, Fernsehserie, eine Folge)
- 1994: Le voleur et la menteuse
- 1998: Begegnung in Venedig (Hasards ou coïncidences)
- 1999: Une pour toutes
- 2002: And Now … Ladies & Gentlemen
- 2003: Les clefs de bagnole
- 2008: Ein Mann und sein Hund (Un homme et son chien)
- 2012: Männer und die Frauen (Les infidèles)

### Als Regisseur
- 1958: Eine Kugel im Lauf (Une balle dans le canon)
- 1960: Der Boß kennt kein Erbarmen (L’ennemi dans l'ombre)
- 1961: Teufel um Mitternacht (Les démons de minuit)
- 1962: La loi des hommes
- 1964: À couteaux tirés
- 1966: La bande à Bebel
- 1967: Wer singt, muß sterben (L’homme qui trahit la mafia)
- 1979: La fabuleuse histoire de Roland Garros